# 劉英傑
劉英傑（？年—1877年），字輔廷，直隸保定府束鹿縣百尺口村（今屬河北省寧晋縣纪昌庄乡）人。清朝軍事將領，武榜眼及第。

## 生平
咸豐十一年（1861年），同治帝初即位，補行因英法聯軍侵華而未能舉行的庚申恩科武會試。劉英傑會試中式，殿試高居第一甲第二名，授官二等侍衛。差滿，出官福建，歷任福州府參將，陞閩浙副將。為官清廉，多有惠政。光緒三年（1877年），福州發生水災，人民溺水，總督下令備船急救。劉英傑主動請行，率水兵躍入水中，尋得船隻數艘，救人以千計。總督上報論功，劉英傑獲賜御書“福”字匾額，民眾亦稱頌不已。然而劉英傑卻因水毒染病，卒於任所。在福建為官十四年，身後家無餘財。《光緒束鹿縣志》有傳。

## 外部連結
- 寧晋歷史人物（页面存档备份，存于） 寧晋縣人民政府